# Американська сімейка
«Американська сімейка» (англ. Modern Family) — американський комедійний телевізійний серіал створений за сценарієм Крістофера Ллойда і Стівена Левітана. Прем'єра серіалу відбулась 23 вересня 2009 року на телеканалі «ABC».
Історія про три абсолютно різні американські сім'ї: Клер — мати-домогосподарка у звичайній традиційній сім'ї, її батько Джей одружений із жінкою, що майже вдвічі молодша за нього та брат Мітчелл який разом зі своїм партнером удочерили в'єтнамську дитину.
«Американська сімейка» отримала в основному позитивні відгуки від критиків, а також здобула декілька нагород та номінацій. У 2010 році, після першого сезону, телесеріал був нагороджений премією «Еммі» у номінаціях за «Найкращий комедійний телесеріал», «Найкращу чоловічу роль другого плану» (Ерік Стоунстріт) і «Найкращий сценарій» (Крістофер Ллойд та Стівен Левітан). Право на синдикацію шоу було продано «USA Network» та 10 філіям телекомпанії «Фокс». Загалом фільм отримав 22 премії «Еммі» у 75 номінаціях. Серіал також виграв «Золотий глобус» за найкращий телесеріал — комедія або мюзикл у 2011 році.
Останній, 11 сезон серіалу вийшов 25 вересня 2019 року.

## Головні актори і персонажі
Ед О'Нілл — Джей Прітчетт, чоловік Глорії; батько Мітчелла, Клєр та Джо, вітчим Менні, дід Гейлі, Алекс і Люка. Він є багатим власником компанії, що займається виробництвом шаф.
Софія Вергара — Глорія Дельгадо-Прітчетт, молода та друга дружина Джея, мати Менні та Джо, іммігрантка родом із Колумбії. Найпоширенішим приколом, пов’язаним з героїнею, є її неправильна вимова загальних англійських слів і фраз з іспанським акцентом, що часом призводить до кумедних ситуацій.
Ріко Родрігес — Менні Дельгадо, син Глорії, пасинок Джея, зведений брат Клер і Мітчелла. Менні дуже зрілий для свого віку, і його часто показують у вчинках, схожих на дорослих.
Джеремі Магуайр — Фульхенсіо Джозеф «Джо» Прітчетт, син Джея і Глорії, народжений у четвертому сезоні. Бешкетник і непосида.
Джулі Боуен — Клер Данфі, донька Джея, сестра Мітчелла, дружина Філа, мати Гейлі, Алекс і Люка, домогосподарка, у пізніх сезонах почала займати бізнесом шаф. 
Тай Баррелл — Філ Данфі, чоловік Клер, батько Гейлі, Алекс і Люка, агент з нерухомості і талановитий іллюзіоніст. Через його несерйозну поведінку, Клер називає його "дитиною, за яку вона вийшла заміж". Має коулрофобію.
Сара Гайленд — Гейлі Данфі, старша донька Філа та Клер. Гейлі зображується як стереотипний підліток, що проводить весь свій час у телефоні, для якої важливіший соціальний статус, а не навчання. 
Арієль Вінтер — Алекс Данфі, середня дитина Філа та Клер, відмінниця, більшу частину свого часу проводить за навчанням, повна протилежність Гейлі.
Нолан Гулд — Люк Данфі, єдиний син і молодша дитина Філа та Клер. Люк вважається досить бездумним через велику кількість сумнівних дій, зокрема застрягнення головою у поручні та стрибок на батуті, одягнений лише у спідню білизну та коробку на голові. Близько дружить з Менні.
Джессі Тайлер Фергюсон — Мітчелл Прітчетт, син Джея, брат Клер, партнер, а пізніше, чоловік Кемерона, названий батько Лілі. Має сором'язливий характер.
Ерік Стоунстріт  — Кемерон Такер, чоловік Мітчелла та названий батько Лілі. Виріс на фермі у штаті Міссурі, що зробило його характер більш відкритим та емоційним, ніж у Мітчелла. Це часто призводить до непорозуміння з боку один одного.
Обрі Андерсон-Еммонс — Лілі Такер-Прітчетт, названа дочка Кемерона та Мітчелла, родом з В'єтнаму. З часом стає саркастичною і беземоційною, що лякає її татусів.
Рейд Юінг — Ділан Маршалл, періодичний хлопець Гейлі, у 10-му сезоні він і Гейлі нарешті одружилися.

## Прес-релізи
- "Breaking: Fox's "Virtuality" fails to lift-off while ABC's "Modern Family" gets early pick-up" from Logo (May 8, 2009) [Архівовано 12 вересня 2010 у Wayback Machine.]
- "'Modern Family' first comedy to series at ABC" From The Futon Critic (May 8, 2009)